# Ilya Ilyich Mechnikov
Ilya Ilyich Mechnikov (Carcóvia, 15 de maio de 1845 — Paris, 15 de julho de 1916) foi biólogo, microbiologista e anatomista russo, naturalizado francês. Recebeu o Prêmio Nobel de Fisiologia ou Medicina de 1908, juntamente com Paul Ehrlich, pelos estudos pioneiros em imunidade, sobretudo ao demonstrar o papel dos leucócitos na fagocitose de microrganismos.

## Vida e carreira
Filho de Iliá Metchnikoff, oficial da Guarda Imperial russa, e de Ievguênia Nevinson, de origem judaica, estudou em escolas de Carcóvia e ingressou (1862) no curso de ciências naturais da Universidade de Carcóvia, onde se graduou em 1865. Aperfeiçoou-se nas universidades de Giessen, Göttingen e Munique e no Laboratório Zoológico de Nápoles, defendendo (1868) tese sobre desenvolvimento embrionário de invertebrados na Universidade de São Petersburgo.
Nomeado (1870) professor titular de zoologia e anatomia comparada da recém-fundada Universidade Imperial de Odessa, casou-se primeiro com Ludmila Fiódorovna (†1873) e, depois, (1875) com Olga Belokopytova, cuja grave febre tifoide em 1880 motivou Metchnikoff a voltar-se para a investigação das defesas orgânicas.
Após o assassinato do czar Alexandre II (1881), retirou-se para Messina, onde (1882-1883) descreveu a fagocitose. Conflitos políticos levaram-no (1888) a aceitar o convite de Louis Pasteur para integrar o Instituto Pasteur, em Paris, onde permaneceu até a morte e alcançou o cargo de subdiretor, dedicando-se à imunologia comparada.

## Prêmios e últimos anos
Além do Nobel, recebeu a Medalha Copley da Royal Society (1906) e o título de D.Sc. honoris causa da Universidade de Cambridge (1906). Morreu em Paris, em 15 de julho de 1916, após sucessivos ataques cardíacos.

## Morte
Mechnikov morreu em Paris em 1916, vitimado por ataque cardíaco. De acordo com seu testamento, seu corpo foi usado para pesquisas médicas e depois cremado no crematório do Cemitério do Père-Lachaise. A urna com suas cinzas foi colocada na biblioteca do Instituto Pasteur.

## Publicações
Metchnikoff escreveu livros e artigos notáveis, incluindo:
- Leçons sur la pathologie comparée de l’inflammation (1892; Lectures on the Comparative Pathology of Inflammation)
- L’Immunité dans les maladies infectieuses (1901; Immunity in Infectious Diseases)
- Études sur la nature humaine (1903; The Nature of Man)
- Immunity in Infective Diseases (1905)
- The New Hygiene: Three Lectures on the Prevention of Infectious Diseases (1906)
- The Prolongation of Life: Optimistic Studies (1907)

- «Этюды оптимизма» [Etudes of Optimism] 2nd ed. Moscow. Научного слова [Scientific Word]. 1909
- «Этюды о природе человека» [Etudes About Human Nature] 4th ed. Moscow. Научного слова [Scientific Word]. 1913  – via psychlib.ru
- «Основатели современной медицины. Пастер — Листер — Кох» [The Founders of Modern Medicine: Pasteur - Lister - Koch]. Moscow. Научного слова. 1915  – via dlib.rsl.ru